# 尖尾藻属
尖尾藻属（学名：Oxyrrhis）为原夜光藻科的一个属。

## 下级分类
本属包括以下物种：
- 海洋尖尾藻 Oxyrrhis marina Dujardin 1841
- Oxyrrhis parasitica Poche 1903